# Columbia Pictures
Columbia Pictures Industries, Inc. és una productora estatunidenca de pel·lícules i televisió que forma part de Columbia TriStar Motion Picture Group, possessió de Sony Pictures Entertainment, la qual alhora forma part del gegant japonès en electrònica Sony.
La predecessora de la Columbia Pictures va ser la CBC Film Sales Corporation, fundada el 1919 per Harry Cohn, Jack Cohn i Joe Brandt. Aquesta companyia, en els seus inicis, afrontava només produccions de baix pressupost (sèrie B) i, fins i tot, per a poder mantenir-se, es va veure obligada a arrendar una de les seves naus situades a l'avui cèlebre Gower Street (lloc on s'inicia l'anomenat «Passeig de la fama» que recorre el Hollywood Boulevard d'est a oest de Los Angeles).
Els germans Cohn van comprar a Brand la seva part i es van desfer d'ell, reorganizant l'estudi a la seva manera. Harry Cohn, assentat a Califòrnia, supervisava la producció de les pel·lícules, mentre que Jack s'encarregava de la comercialització i la distribució d'aquelles en Nova York. Harry tenia un gran avantatge pel que fa als seus competidors: a més de ser productor, era l'amo absolut de l'estudi —juntament amb el seu germà— i, per tant, tenia una gran llibertat per a prendre decisions, sense haver de demanar ni retre comptes a ningú (no hi havia accionistes ni inversors externs).
El 1924, els Cohn van rebatejar l'estudi com Columbia Pictures Corporation, com a part d'una campanya per a millorar-ne la imatge.
Columbia es va anar especialitzant en la producció de westerns, serials i pel·lícules d'acció i, a poc a poc, a mesura que els comptes de l'estudi s'anaven sanejant i incrementant, va poder afrontar projectes amb pressupostos més elevats.
L'impuls definitiu va arribar quan els Cohn van contractar un jove director, Frank Capra. Frank Capra, entre 1927 i 1939 va ser qui va convèncer Harry perquè s'impliqués en produccions de més qualitat que comportaven unes necessitats pressupostàries més grans. Harry va apostar per Capra i no es va equivocar.
El major èxit de la Columbia fins al moment va arribar el 1934 amb Va succeir una nit (It happened one night). La pel·lícula va guanyar molts premis, entre ells cinc Oscars:
- Oscar a la millor pel·lícula
- Oscar al millor director, Frank Capa
- Oscar al millor actor, Clark Gable
- Oscar a la millor actriu, Claudette Colbert
- Oscar al millor guió adaptat, Robert Riskin
- Millor pel·lícula en els premis NBR (National Board of Review Awards)
- Copa Mussolini al millor director (el que ara es diu simplement Premi Especial al Director) del Festival Internacional de Cinema de Venècia per a Frank Capra

Amb Va succeir una nit, la Columbia va passar de ser considerada com una productora de segona a situar-se entre les grans. A més a més, això no va ser un èxit aïllat, sinó que a aquesta pel·lícula la van precedir i la van seguir unes altres també amb empremta de Capra, com:
- Dama per un dia (Lady for a Day de 1933)
- Estrictament confindencial (Broadway Bill de 1934)
- Horitzons perduts (Lost Horizon de 1937)
- Viu com vulguis (You can't take it with you de 1938)
- Cavaller sense espasa (Mr. Smith Goes To Washington de 1939)

Malgrat produir el cinema compromès de Capra, Harry Cohn mai no va perdre el seu gust per la comèdia lleugera i el 1934 contractà al trio còmic conegut com The three stooges, que havien estat convidats a abandonar la Metro-Goldwyn-Mayer. En total, entre 1934 i 1958, el trio va gravar 180 curtmetratges per a la Columbia (els integrants del grup no foren sempre els mateixos, sinó que van anar variant).
Aquest mateix any, 1934, Columbia va començar també a produir una sèrie de dibuixos animats anomenada The screem gems. En honor d'aquesta sèrie animada, Columbia va batejar amb aquest nom una de les cases (decorats) que l'estudi va començar a utilitzar a la fi dels anys de 1940 per a ambientar les seves sèries televisives amb personatges de carn i os. Entre elles:
- Papà ho sap tot (Father knows best). Emesa per la NBC. El primer capítol es va emetre el 10 de març de 1954; després, la sèrie es va emetre amb regularitat entre el 17 d'octubre de 1954 i el 23 de maig de 1960. (203 capítols, 6 temporades).
- The Donna Reed Show. Emesa per l'ABC entre el 24 de setembre de 1958 i el 19 de març de 1966. (8 temporades, 275 episodis).
- La meva bella geni (I dream of Jeannie). Emesa per la NBC entre el 18 de desembre de 1965 i el 26 de maig de 1970. (5 temporades, 139 episodis). La primera temporada va ser en blanc i negre (30 capítols), les altres quatre en color (109 capítols).
- Bewitched. Emesa per l'ABC entre el 17 de setembre de 1964 i el 25 de març de 1972. (252 capítols, 8 temporades).
- Papà ho sap tot (Father knows best). Emesa per la NBC entre el 18 de desembre de 1965 i el 26 de maig de 1970. (5 temporades, 139 episodis). La primera temporada va ser en blanc i negre (30 capítols), les altres quatre en color (109 capítols).
- The Monkees. Emesa per la NBC entre el 12 de septiemre de 1966 i el 14 d'abril de 1969. (2 temporades, 60 episodis. Als quals cal sumar el pilot de 1965 titulat Here come the Monkees i l'especial de 1997 titulat Hey, Hey It's The Monkees).

Molt de temps després, durant els noranta, la casa també va ser utilitzada per la Columbia i la Sony com a localització per a algunes pel·lícules de terror.
Durant la Segona Guerra Mundial, la Columbia aconsegueix la seva maduresa i puja en popularitat, sobretot gràcies al descobriment i llançament d'una actriu que es faria molt popular entre els soldats: Rita Hayworth.
Quan després de la guerra, durant els cinquanta, els altres estudis van entrar en crisi, la Columbia va seguir el seu rumb amb pas ferm, i continuà atraient el públic a les sales.
Això no obstant, quan Harry Cohn mor el 1958, l'estudi mostra la seva flaquesa oferint títols desiguals i perd una part de les seves audiències massives. La crisi es va perllongar durant la dècada dels 60 i l'estudi gairebé fracassà.
Va ser als 70 quan un canvi en la gerència propicià la recuperació de l'empresa. Va ser fonamental la venda dels estudis del carrer Gower per a sanejar l'estat d'unes finances calamitoses.
Una vegada sanejats els comptes, la Columbia va ser comprada per la Coca-cola i es va col·locar al capdavant de l'estudi en Frank Price. Va ser un període desigual en què la Columbia va barrejar grans èxits de taquilla, com ara Tootsie o Caçafantasmes (Ghostbusters), amb altres pel·lícules de resultats desastrosos.
Sota la direcció de Coca-cola, Columbia va absorbir la Norman Lear and Jerry Perenchio's Embassy Pictures, fent-se amb els drets de tots els productes d'èxit d'aquesta, ja fossin sèries, concursos, etc. Per exemple, La ruleta de la fortuna (Wheel of Fortune).
Per a abaratir costos, Coca-cola va pressionar Columbia perquè la CBS s'associés amb Time-Life's i HBO, i així sorgí el 1982 la Tri-Star Pictures. Encara que, el 1998, la Columbia compraria les seves participacions i es quedaria com a propietària absoluta de Tri-Star.
A menor escala, es van seguir diversificant els riscos amb noves associacions:
- Nelson Entertainment en associació amb una cadena canadenca i una altra britànica
- Triumph Films en associació amb Gaumont, l'estudi francès
- Castle Rock Entertainment

El 1986, es va posar al capdavant de la Columbia el productor britànic David Puttnam. Amb tot, Puttnan no es va acostumar a Hollywood i no va aguantar molt en els estudis.
Davant aquesta situació, els accionista de Coca-cola es van posar nerviosos i la multinacional reaccionà creant una nova filial independent, la Columbia Pictures Entertainment Inc.
Puttnan va ser reemplaçat per Dawn Steel, la primera dona al capdavant d'un estudi. Steel va demostrar que coneixia com era el gust dels espectadors i les seves encertades accions van posar novament l'estudi en el bon camí i assolí nombrosos èxits.
Amb l'empresa ben encaminada, hi havia opcions de treure-li partit i el 1987 la Columbia va ser venuda a Sony. Sony va posar al capdavant de l'estudi dos productors: Peter Guber i Jon Peters, els quals acabaven de signar un contracte amb la Warner Bros. Pictures. Per a alliberar-los, Sony va haver de fer-se càrrec de l'enorme cost de la rescissió dels seus contractes.
Peters i Guber no van complir amb les expectatives posades en ells, i van convèncer la Sony per a comprar l'estudi en desús i gairebé en ruïnes de Culver City de la Warner, la qual cosa va ser un error i, a més, van encadenar tot un seguit de fracassos. Anant les coses tan malament, no van poder mantenir-se en el càrrec; primer va dimitir Peters, i poc després ho va fer Guber.
Públicament humiliada, Sony s'ha centrat a consolidar Tri-Star, deixant una mica de costat la Columbia, i a promocionar els títols llançats per als sistemes de home-cinema, creant per a això la divisió Sony Pictures Classics.
A més a més, per a minimitzar riscos també van ser fundats el 2000 els Revolution Studios, en els quals s'associa la divisió de Sony, Sony Pictures, amb Fox Entertainment Group i Starz Encore Group. Des de la seva fundació, els Revolution Studios són dirigits per Joe Roth.